# An American Carol
An American Carol è un film del 2008 diretto da David Zucker e interpretato da Leslie Nielsen, Dennis Hopper, Jon Voight e Paris Hilton.

## Trama
Interpretazione alternativa del canto di Natale che narra del  regista anti-americano, Michael Malone che prova in ogni modo a far abolire la festa dell'indipendenza del 4 luglio. Per fargli cambiare idea riceverà la visita dei fantasmi di tre eroi americani: George Washington, George Patton e John F. Kennedy, che cambieranno il suo punto di vista, mostrandogli come sarebbe il mondo se l'America non avesse combattuto le sue guerre.